# Ботафого де Футебол е Регаташ
Вижте пояснителната страница за други значения на Ботафого.
Ботафого е сред най-великите футболни отбори на Рио де Жанейро, щат Рио де Жанейро, Бразилия.

## История
Клуб де Регатас Ботафого е основан на 1 юли, 1894 г. Цветовете на отбора са бяло и черно, а емблемата му символизира първата звезда, която се явява на небето (планетата Венера). По-късно Ботафого се превръща в най-силния отбор в околността.
Десет години по-късно – на 12 август, 1904 се създава друг футболен отбор в Рио де Жанейро - Електро клуб. Отборът се ражда по време на урок по алгебра в колежа „Алфредо Гомес“. Историята гласи, че по време на часа Флавио Рамос изпраща бележка на своя приятел Емануел Содре, на която пише: "Итамар има футболен клуб на улица Мартинш Ферейра, хайде и ние да създадем един на Ларго дош Леоеш, какво мислиш? Можем да го обсъдим с Артур Сезар, Висенте и Жак." И така е основан Електро клуб. Но това не е последното име на отбора. След предложението на майката на Флавио (Дона Чикита), Електро се прекръства на Футболен клуб Ботафого. Това става на 18 септември същата година. Цветовете остават същите, а емблемата е прерисувана в швейцарски стил от Базилио Виана Жуниор. Ботафого скоро става най-силния клуб в Рио де Жанейро, печелейки шампионата през годините 1907, 1910, 1912 и още много. Така се случва, че вече съществуват два клуба с едно име, еднакви цветове и най-важното – на едно и също място.
И така на 9 декември, 1942 двата отбора се сливат в един. Ботафого де Футебол е Регаташ става истина.
Между 1968 и 1989 клубът има негативен баланс в мачовете срещу другите отбори от родния им град (Вашку да Гама, Флуминензе и Фламенго). След като спечелва Кампеонато Кариока (шампионатът на щата Рио де Жанейро) през 1989, отборът излиза от дългия период без спечелен трофей. Това дава тласък на клуба и Ботафого печели същия турнир и през 1990 и 1997, а през 1995 става шампион на Бразилия. През 1999 отборът отпада в бразилската втора дивизия. Още следващата година той се завръща отново сред елита на страната. През 2002 Ботафого завършва последен в Серия А и се озовава отново в Серия B, но отново само за един сезон.

## Титли
- Футбол
  - Национални трофеи
    - Campeonato Brasileiro 1968[1], 1995, 2024
    - Rio-Sao Paulo Turnir 1962, 1964, 1966, 1998

  - Градски трофеи
    - 18 Kampeonato Karioka: 1907, 1910, 1912, 1930, 1932-35, 1948, 1957, 1961, 1962, 1967, 1968, 1989, 1990, 1996, 1997, 2006
    - 8 Torneio Inicio 1934, 1938, 1947, 1961, 1962, 1963, 1967, 1977
    - 4 Taca Guanabara 1967, 1968, 1997, 2006
    - 4 Taça Rio de Janeiro 1989, 1997, 2007, 2008

  - Младежи
    - 1 Taca Belo Horizonte de Juniores 1999
    - 1 Copa Macae de Juvenis 1997

  - Международни трофеи
    - Copa Libertadores 2024
    - 1 Copa CONMEBOL 1993
    - Torneio Internacional da Colombia 1960
    - Pentagonal do Mexico 1962
    - Torneio de Paris 1963
    - Quadrangular de Buenos Aires 1964
    - Torneio Carranza 1966
    - Torneio de Caracas 1967, 68,70
    - Hexagonal do Mexico 1968
    - Torneio de Genebra 1984
    - Torneio de Berna 1985
    - Torneio de Palma de Mallorca 1988
    - Torneio da Amizade 1990
    - Trofeu Tereza Herrera 1996
    - Torneio de Osaka 1996
    - III Torneio Presidente da Russia 1996

## Легендарни играчи
- - Амарилдо
  - Бебето
  - Гаринча
  - Диди
  - Доницете
  - Елено де Фрейташ
  - Еркулеш Брито Руаш
  - Жаирзиньо
  - Жерсон
  - Жозимар
  - Карвальо Лейте
  - Карлош Алберто
  - Куарентиня
  - Леонидаш да Силва
  - Марио Загало
  - Нилтон Сантош
  - Манга
  - Мариньо Чагаш
  - Мауро Галвао
  - Тулио